# Recording the Angel
Il Recording the Angel è un progetto di album dal vivo della band elettronica britannica dei Depeche Mode. Si tratta di registrazioni di diverse date del Touring the Angel realizzate dalla compagnia Live Here Now e acquistabili tramite il sito ufficiale della band.

## Date registrate
- 27/04/2006 - Mountain View, Stati Uniti - Shoreline Amphitheatre
- 29/04/2006 - Indio, Stati Uniti - Coachella Valley Music and Arts Festival
- 30/04/2006 - Las Vegas, Stati Uniti - Theatre Under the Stars
- 04/05/2006 - Città del Messico, Messico - Foro Sol
- 05/05/2006 - Città del Messico, Messico - Foro Sol
- 07/05/2006 - Monterrey, Messico - Arena Monterrey
- 13/05/2006 - Wantagh, Stati Uniti - Nikon at Jones Beach Theater
- 14/05/2006 - Holmdel, Stati Uniti - PNC Bank Arts Center
- 17/05/2006 - Montréal, Canada - Centre Bell
- 18/05/2006 - Toronto, Canada - Air Canada Center
- 20/05/2006 - Atlantic City, New Jersey, Stati Uniti - Borgata Hotel Casino and Spa
- 21/05/2006 - Bristow, Stati Uniti - Nissan Pavilion
- 02/06/2006 - Norimberga, Germania - Rock im Park
- 04/06/2006 - Nürburg, Germania - Rock am Ring
- 05/06/2006 - Brema, Germania - Weserstadion
- 07/06/2006 - Aarhus, Danimarca - NRGi Park
- 09/06/2006 - Varsavia, Polonia - Stadion Legii
- 11/06/2006 - Bratislava, Slovacchia - Štadión Pasienky
- 12/06/2006 - Budapest, Ungheria - Puskás Ferenc Stadion
- 14/06/2006 - Lubiana, Slovenia - Stadion Bezigrad
- 16/06/2006 - Imola, Italia - Heineiken Jammin' Festival
- 17/06/2006 - Interlaken, Svizzera - Greenfield Festival
- 21/06/2006 - Sofia, Bulgaria - Stadion Lokomotiv
- 23/06/2006 - Bucarest, Romania - Stadionul Național
- 25/06/2006 - Londra, Regno Unito - O2 Wireless Festival
- 26/06/2006 - Dublino, Irlanda - The Point
- 28/06/2006 - Berlino, Germania - Waldbühne
- 29/06/2006 - Arras, Francia - City Square
- 01/07/2006 - Belfort, Francia - Eurockennes Festival]
- 02/07/2006 - Werchter, Belgio - Rock Werchter
- 07/07/2006 - Stoccolma, Svezia - Olympiastadion
- 10/07/2006 - Locarno, Svizzera - Moon and Stars
- 12/07/2006 - Berlino, Germania - Waldbühne
- 13/07/2006 - Berlino, Germania - Waldbühne
- 15/07/2006 - Lipsia, Germania - Festwiese
- 17/07/2006 - Roma, Italia - Stadio Olimpico
- 19/07/2006 - Nyon, Svizzera - Paleo Festival
- 20/07/2006 - Nîmes, Francia - Arènes de Nîmes
- 22/07/2006 - San Sebastián, Spagna - Estadio Municipal de Anoeta
- 25/07/2006 - Torrevieja, Spagna - Parque Antonio Soria
- 26/07/2006 - Granada, Spagna - Plaza de Toros
- 30/07/2006 - Istanbul, Turchia - Kurucesme Arena
- 01/08/2006 - Atene, Grecia - Terra Vibe

## Formazione
Gruppo
- Dave Gahan – voce
- Martin Gore – chitarra, sintetizzatore, basso (Suffer Well), cori, seconda voce (Never Let Me Down Again), voce (Home, Shake the Disease, Blue Dress, Judas, Leave in Silence, It Doesn't Matter Two e Somebody)
- Andy Fletcher – sintetizzatori, cori

Altri musicisti
- Peter Gordeno – sintetizzatore, basso (It Doesn't Matter Two), cori
- Christian Eigner – batteria